# Jineología

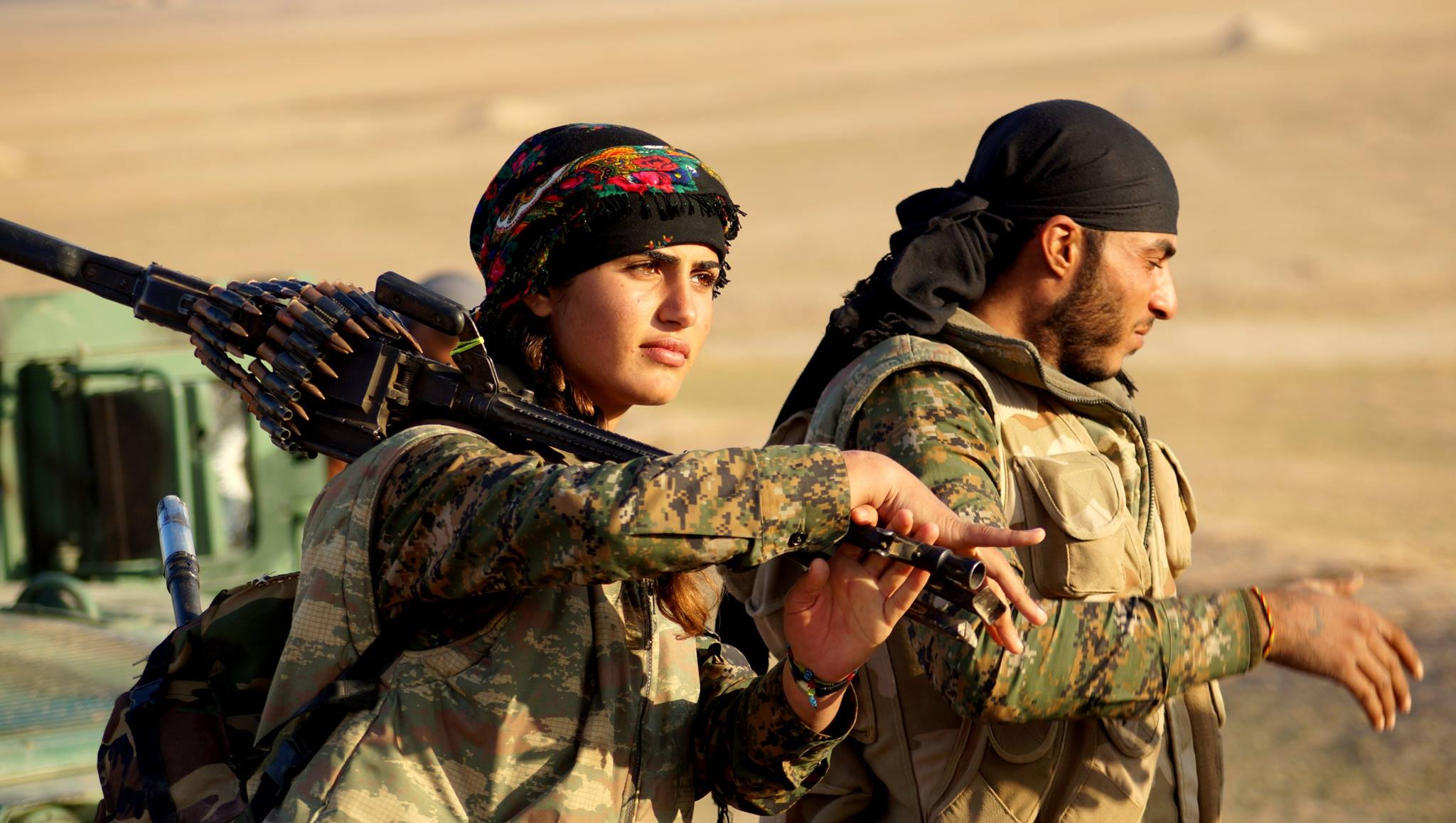
Asia Ramazan Antar (1998-2016), conocida feminista kurda y luchadora YPJ.

Jineología (kurdo: jineolojî), "ciencia de mujeres", o "la ciencia de las mujeres" (también conocido como "Feminismo kurdo") es una forma de feminismo e igualdad de género defendida por Abdullah Öcalan, el líder del Partido de los Trabajadores de Kurdistán (PKK) y la fracción más amplia de la Confederación de los Pueblos del Kurdistán (KCK). Desde el trasfondo de las reglas religiosas y tribales basadas en el honor que oprimen a las mujeres en las sociedades regionales, Öcalan dijo que "un país no puede ser libre a menos que las mujeres sean libres" y que el nivel de libertad de las mujeres determina el nivel de libertad en la sociedad en general.
La jineología es una de las ideologías dominantes en la Administración Autónoma del Norte y Este de Siria, también conocida como Rojava.

## Etimología y definición
En kurdo, la palabra jin significa "mujer", pero también proviene de la raíz jiyan, que significa "vida".

En Liberating life: Women's Revolution (2013), Abdullah Öcalan escribe:
El alcance de la transformación completa de la sociedad está determinado por la magnitud de la transformación lograda por las mujeres. Del mismo modo, el nivel de libertad e igualdad de la mujer determina la libertad y la igualdad de todos los sectores de la sociedad (...) Para una nación democrática, la libertad de la mujer también es de gran importancia, ya que la mujer liberada constituye la sociedad liberada. La sociedad liberada a su vez constituye una nación democrática. Además, la necesidad de invertir el papel del hombre es de importancia revolucionaria.
La ideología de liberación femenina del PKK describe la jineología como "un término científico fundamental para llenar los vacíos que las ciencias sociales actuales son incapaces de hacer. La jineología se basa en el principio de que sin la libertad de la mujer en la sociedad y sin una conciencia real ninguna sociedad puede llamarse a sí misma libre."
Para poner en contexto el entorno esto viene de la opresión violenta de las mujeres que prevalece tanto en la cultura kurda tradicional y como en la región en general. El Estado Islámico de Irak y el Levante (EIIL) es la emanación más extrema de la subyugación de mujeres basada en Namus.
En una escala más amplia, los defensores de la jineología consideran que el capitalismo es anti-femenino y, por lo tanto, la jineología es intrínsecamente anticapitalista.

## Jineología en la práctica

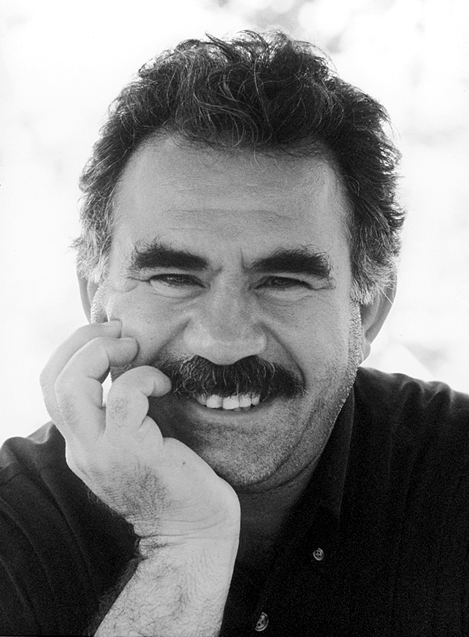
Abdullah Öcalan, fundador de la ideología.

La jineología es un principio fundamental de la variedad progresiva de KCK del nacionalismo kurdo y como tal, central para la revolución social de los kurdos que tiene lugar en Rojava, su región autónoma de facto en el norte de Siria, dirigida por el Partido de la Unión Democrática (PYD), afiliado a KCK. En consecuencia, las mujeres representan el 40 % de la milicia kurda que lucha en el conflicto de Rojava contra el Estado Islámico de Irak y el Levante (ISIL), las Fuerzas Armadas turcas y el Ejército Libre Sirio apoyado por Turquía en la guerra civil siria.
Las mujeres luchan junto a los hombres en las Unidades de Protección del Pueblo (YPG), así como en sus propias Unidades de Protección de la Mujer (YPJ). En el YPJ, las mujeres estudian las teorías políticas de Öcalan, sobre cuya ideología se sentaron los fundamentos del grupo. También existe una igualdad política de género, lo que en la práctica significa que en Siria en las áreas gobernadas por el PYD, los consejos políticos locales están compuestos por al menos 40 % de cada sexo y cargos directivos en política, universidades, policía o militares están copresididos por un hombre y una mujer.
En Turquía, los partidos políticos HDP y BDP también practican la igualdad política de género. Ambas partes tienen de copresidentes un hombre y una mujer.
La agenda basada en la Jineología de "intentar romper las reglas religiosas y tribales basadas en el honor que confinan a las mujeres" es controvertida en los barrios conservadores de la sociedad del norte de Siria. El desarrollo de la Jineología es uno de los cinco pilares del movimiento de mujeres kurdas en Rojava con la organización Kongreya Star, centrada "en protegerse unos a otros, resistir al ISIL y construir una comunidad igualitaria en el medio de una zona de guerra." Jineología es uno de los cursos que se ofrecen en la academia de mujeres Kongreya Star.
La jineología se enseña en centros comunitarios kurdos en toda Turquía y Siria, donde las mujeres aprenden sobre la emancipación femenina y la autodefensa (en relación con asesinatos por honor, violación y violencia doméstica), y lugares donde las mujeres que son víctimas de abuso doméstico reciben ayuda. En la sociedad kurda muy tradicional, el papel de una mujer es estar subordinado a los hombres.
El Comité Kurdo de Jineología es un comité de y para mujeres, fundado por el PKK, que está comprometido con la construcción de la democracia, el socialismo, la ecología y el feminismo.